# کائوسالا
کائوسالا (به فنلاندی: Kausala) یک منطقهٔ مسکونی در فنلاند است که در پی‌ینه تاواستیا واقع شده‌است. کائوسالا ۸٬۸۷ کیلومتر مربع مساحت و ۳٬۷۷۵ نفر جمعیت دارد.